# Words Paint Pictures
Albums par Apollo Brown
Blasphemy
(2014) Everything in Between
(2016)
Albums par Rapper Big Pooh
Trouble in the Neighborhood
(2014) Home Sweet Home
(2015)
Words Paint Pictures est un album collaboratif d'Apollo Brown et Rapper Big Pooh, sorti le 24 mars 2015.

## Liste des titres
Tous les titres sont produits par Apollo Brown, à l'exception d'Augmentation (L'Orange Remix), produit par L'Orange.
| No | Titre                                         | Contient un (des) sample(s) de                                                                 | Durée |
| -- | --------------------------------------------- | ---------------------------------------------------------------------------------------------- | ----- |
| 1. | Augmentation                                  | Resurrection de Common                                                                         | 3:29  |
| 2. | Stop (featuring Steve Rox)                    | You Don't Have to Worry de Doris & Kelley                                                      | 3:12  |
| 3. | Eyes Wide Open (featuring Ras Kass)           | You've Got My Mind Messed Up de Quiet Elegance Keep Ya Head Up de 2Pac featring Dave Hollister | 2:48  |
| 4. | Promise Land                                  |                                                                                                | 3:09  |
| 5. | How I Move (featuring Blakk Soul)             |                                                                                                | 3:10  |
| 6. | Candlelight (featuring Marv Won)              | Turn Off the Lights de Teddy Pendergrass                                                       | 3:08  |
| 7. | Kings (featuring Jalen Santoy, Lute et Novej) |                                                                                                | 5:35  |
| 8. | Augmentation (L'Orange Remix)                 |                                                                                                | 2:59  |
| 9. | Promise Land (Remix)                          |                                                                                                | 3:16  |